# Glande alvéolaire
 (avril 2024).
Si vous disposez d'ouvrages ou d'articles de référence ou si vous connaissez des sites web de qualité traitant du thème abordé ici, merci de compléter l'article en donnant les références utiles à sa vérifiabilité et en les liant à la section « Notes et références ».

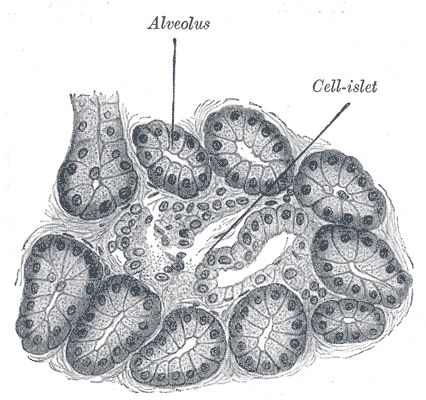
Section d'un pancréas de chien où l'on voit bien les alvéoles.

Les glandes alvéolaires sont avec les glandes tubulaires (en) les deux grands types de glandes existantes. Elles se caractérisent par l'élargissement de la lumière sécrétoire à certains endroits pour former de petites saccules, les alvéoles. Suivant les sources, on distingue ou non les glandes alvéolaires des glandes acineuses, qui se différencient par la forme de leur lumière.